# Joel Iglesias Leyva
Joel Iglesias Leyva, (El Tablón, agosto 1941 - 15 de novembro de  2011) foi um  militar cubano, o comandante mais jovem da guerrilha liderada por Fidel Castro que derrubou a ditadura de Fulgêncio Batista em 1959.

## Biografia
Nasceu na zona rural entre Palma Soriano e Santiago de Cuba. Aos nove anos sua familia se mudou para Santiago, radicando-se no bairro de San Pedrito. Pertencia a uma família de camponeses pobres (guajiros), simpatizantes do Movimento 26 de Julho liderado por Fidel Castro.
Se uniu cedo às tropas guerrilheiras que atuavam na Sierra Maestra, no início de 1957, com somente 14 anos. Tornou-se tenente aos 15 anos e comandante aos 17 anos, o mais jovem da Revolução Cubana.
Seu batismo de fogo foi em  28 de maio de 1957, no combate de El Uvero no pelotão de Che Guevara, que lhe ensinou pessoalmente a ler e escrever. Foi ferido na  batalha de Fomento, quando uma bala quebrou uma clavícula e maxilar e lhe atravessou a garganta.
Com o triunfo da Revolução, foi o primeiro presidente da Associação de Jovens Rebeldes, que poucos anos depois se transformou na União de Jovens Comunistas.
Em 1975 escreveu o livro De la Sierra Maestra al Escambaray, baseado nas suas experiências durante a revolução.
Seu corpo cremado será depositado no Panteão dos Veteranos do Cemitério de Colón, em Havana.